# Дерош, Анри
Анри Дерош (фр. Henri Desroche; 12 апреля 1914 — 1 июня 1994 года) — французский католический священник, мыслитель, социолог, теолог и философ. Его труды посвящены социологии религии, марксизму и кооперативным системам и движениям.

## Жизнь
Анри Дерош родился 12 апреля 1914 года в Роанне, Франция. Он посещал Коллеж Сен-Пьер перед поступлением в семинарию в епархии Лиона. Он вступил в доминиканский орден в Анже в октябре 1934 года. Там он принял имя Анри-Шарль и добавил «s» к своей фамилии (Desroches = Дероше). Закончив свои теологические исследования в Шамбери, был рукоположён в сан священника в Анси в июле 1936 года.
За его книгу 1949 года «Значение марксизма», написанную с позиций диалога верующих и коммунистов (запрещённого тогдашним папой Пием XII), подвергнулся гонениям в церковной иерархии. Требования со стороны епископата к автору осудить свою книгу стали для него поводом оставить сан священника в 1950 году. Остаток жизни посвятил изучению истории кооперативных и утопически-социалистических движений. 30 сентября 1977 Дерош получил почетную докторскую степень от факультета теологии в Упсальском университете, Швеция.